# Copa de la Liga de Inglaterra 2018-19
La Copa de la Liga de Inglaterra 2018-19, también conocida como EFL Cup y por motivos de patrocinio Carabao Cup, fue la quincuagésima novena edición del torneo. Es una competición que se juega en formato de eliminación directa a un solo partido en la que participan equipos de la liga de fútbol profesional de Inglaterra y Gales. El campeón clasifica a la tercera ronda de la UEFA Europa League 2019-20.
El Manchester City fue el campeón y defensor del título.

## Distribución
El torneo está organizado de forma que lleguen 32 equipos a la tercera ronda. Los equipos que juegan competiciones europeas durante esta temporada entran directamente en la tercera ronda, los demás equipos de la Premier League entran en la segunda ronda, y los demás equipos de la Football League en la primera ronda.
|                            | Equipos que entran en esta ronda                                                                                       | Equipos que pasan de la ronda anterior |
| -------------------------- | --- | -------------------------------------- |
| Primera ronda (70 equipos) | - 24 equipos de Football League Two - 24 equipos de Football League One - 22 equipos de Football League Championship   |                                        |
| Segunda ronda (50 equipos) | - 2 equipos de Football League Championship - 13 equipos de la Premier League (no envueltos en competiciones europeas) | - 35 ganadores de la primera ronda     |
| Tercera ronda (32 equipos) | - 7 equipos de la Premier League (envueltos en competiciones europeas)                                                 | - 25 ganadores de la segunda ronda     |
| Cuarta ronda (16 equipos)  | | - 16 ganadores de la tercera ronda     |
| Quinta ronda (8 equipos)   | | - 8 ganadores de la cuarta ronda       |
| Semifinales (4 equipos)    | | - 4 ganadores de la quinta ronda       |
| Final (2 equipos)          | | - 2 ganadores de las semifinales       |

## Equipos
Entre paréntesis como se clasificó cada equipo para entrar en la ronda correspondiente:
- PL: Premier League
- CH: Football League Championship
- L1: Football League One
- L2: Football League Two
- NL: National League
- 2º, 3º, 4º, 5º etc.: posición en liga

| Tercera ronda                 | Tercera ronda                   | Tercera ronda                   | Tercera ronda                |
| ----------------------------- | ------------------------------- | ------------------------------- | ---------------------------- |
| Manchester City (PL 1º)       | Tottenham Hotspur (PL 3º)       | Chelsea (PL 5º)                 | Burnley (PL 7º)              |
| Manchester United (PL 2º)     | Liverpool (PL 4º)               | Arsenal (PL 6º)                 |                              |
| Segunda ronda                 |                                 |                                 |                              |
| Everton (PL 8º)               | Bournemouth (PL 12º)            | Huddersfield Town (PL 16º)      | Fulham (CH 3º)               |
| Leicester City (PL 9º)        | West Ham United (PL 13º)        | Southampton (PL 17º)            | Swansea City (PL 18º)        |
| Newcastle United (PL 10º)     | Watford (PL 14º)                | Wolverhampton Wanderers (CH 1º) | Stoke City (PL 19º)          |
| Crystal Palace (PL 11º)       | Brighton & Hove Albion (PL 15º) | Cardiff City (CH 2º)            |                              |
| Primera ronda                 |                                 |                                 |                              |
| West Bromwich Albion (PL 20º) | Bolton Wanderers (CH 21º)       | Doncaster Rovers (L1 15º)       | Swindon Town (L2 9º)         |
| Aston Villa (CH 4º)           | Wigan Athletic (L1 1º)          | Oxford United (L1 16º)          | Carlisle United (L2 10º)     |
| Middlesbrough (CH 5º)         | Blackburn Rovers (L1 2º)        | Gillingham (L1 17º)             | Newport County (L2 11º)      |
| Derby County (CH 6º)          | Rotherham United (L1 4º)        | Wimbledon (L1 18º)              | Cambridge United (L2 12º)    |
| Preston North End (CH 7º)     | Barnsley (CH 22º)               | Walsall (L1 19º)                | Colchester United (L2 13º)   |
| Millwall (CH 8º)              | Burton Albion (CH 23º)          | Rochdale (L1 20º)               | Crawley Town (L2 14º)        |
| Brentford (CH 9º)             | Sunderland (CH 24º)             | Accrington Stanley (L2 1º)      | Crewe Alexandra (L2 15º)     |
| Sheffield United (CH 10º)     | Shrewsbury Town (L1 3º)         | Luton Town (L2 2º)              | Stevenage (L2 16º)           |
| Bristol City (CH 11º)         | Scunthorpe United (L1 5º)       | Wycombe Wanderers (L2 3º)       | Cheltenham Town (L2 17º)     |
| Ipswich Town (CH 12º)         | Charlton Athletic (L1 6º)       | Coventry City (L2 6º)           | Grimsby Town (L2 18º)        |
| Leeds United (CH 13º)         | Plymouth Argyle (L1 7º)         | Oldham Athletic (L1 21º)        | Yeovil Town (L2 19º)         |
| Norwich City (CH 14º)         | Portsmouth (L1 8º)              | Northampton Town (L1 22º)       | Port Vale (L2 20º)           |
| Sheffield Wednesday (CH 15º)  | Peterborough United (L1 9º)     | Milton Keynes Dons (L1 23º)     | Forest Green Rovers (L2 21º) |
| Queens Park Rangers (CH 16º)  | Southend United (L1 10º)        | Bury (L1 24º)                   | Morecambe (L2 22º)           |
| Nottingham Forest (CH 17º)    | Bradford City (L1 11º)          | Exeter City (L2 4º)             | Macclesfield Town (NL 1º)    |
| Hull City (CH 18º)            | Blackpool (L1 12º)              | Notts County (L2 5º)            | Tranmere Rovers (NL 2º)      |
| Birmingham City (CH 19º)      | Bristol Rovers (L1 13º)         | Lincoln City (L2 7º)            |                              |
| Reading (CH 20º)              | Fleetwood Town (L1 14º)         | Mansfield Town (L2 8º)          |                              |

## Primera ronda
En esta ronda participan los 24 equipos de la Liga Two, los 24 equipos de la Liga One, y los 22 equipos del Championship, el sorteo de la ronda se realizó el 15 de junio en Vietnam
Números entre paréntesis representan la liga en que participan en la temporada 2018-19. El 1 Liga Premier, el 2 Championship, el 3 Liga One y el 4 Liga Two.
Las eliminatorias son a partido único. En negrilla los equipos que avanzan a la siguiente ronda.
| 14 de agosto de 2018, 19:30 | (2) Nottingham Forest                                                                             | 1:1 (10:9 p.)              | Bury (4)                                                                                                 | City Ground, Nottingham                                 |                                                         |
|                             | Cash 90+3'                                                                                        | Reporte                    | 2'O'Connell                                                                                              | Asistencia: 8,172 espectadores Árbitro(s): Scott Duncan | Asistencia: 8,172 espectadores Árbitro(s): Scott Duncan |
|                             |                                                                                                   | Tiros desde el punto penal | |                                                         |                                                         |
|                             | - Lolley - Osborn - Dawson - Murphy - Watson - Cash - Hefele - Robinson - Byram - Steele - Lolley |                            | - O'Connell - O'Shea - Bunn - Omotayo - Stokes - Miller - Moore - Thompson - Dawson - Murphy - O'Connell |                                                         |                                                         |

| 14 de agosto de 2018, 19:45 | (3) Blackpool                                      | 3:1     | Barnsley (3) | Bloomfield Road, Blackpool                              |                                                         |
|                             | - Nottingham 50' - Pritchard 56' - Gnanduillet 80' | Reporte | - 19' Moncur | Asistencia: 1,937 espectadores Árbitro(s): Mark Heywood | Asistencia: 1,937 espectadores Árbitro(s): Mark Heywood |

| 14 de agosto de 2018, 19:45 | (4) Carlisle United | 1:5     | Blackburn Rovers (2)                            | Brunton Park, Carlisle                                |                                                       |
|                             | - Hope 22'          | Reporte | - 2' (54) Armstrong - 6' (34) Dack - 40' Palmer | Asistencia: 3.156 espectadores Árbitro(s): Ross Joyse | Asistencia: 3.156 espectadores Árbitro(s): Ross Joyse |

| 14 de agosto de 2018, 19:45 | (4) Crewe Alexandra                          | 1:1 (3:4 p.)               | Fleetwood Town (3)                        | Gresty Road, Crewe                                       |                                                          |
|                             | - Wintle 32'                                 | Reporte                    | - 52' Holt                                | Asistencia: 1,783 espectadores Árbitro(s): Trevor Kettle | Asistencia: 1,783 espectadores Árbitro(s): Trevor Kettle |
|                             |                                              | Tiros desde el punto penal |                                           |                                                          |                                                          |
|                             | - Jones - Nicholls - Reilly - Pickering - NG |                            | - Madden - Long - Holt - Biggins - Hunter |                                                          |                                                          |

| 14 de agosto de 2018, 19:45 | (4) Grimsby Town | 0:2     | Rochdale (3)        | Blundell Park, Cleethorpes                                |                                                           |
|                             |                  | Reporte | - 39' (79) Rathbone | Asistencia: 1,781 espectadores Árbitro(s): Darren England | Asistencia: 1,781 espectadores Árbitro(s): Darren England |

| 14 de agosto de 2018, 19:45 | (2) Leeds United         | 2:1     | Bolton Wanderers (2) | Elland Road, Leeds                                      |                                                         |
|                             | - Bamford 27' - Sáiz 35' | Reporte | - 52' Oztumer        | Asistencia: 19,617 espectadores Árbitro(s): Andy Haines | Asistencia: 19,617 espectadores Árbitro(s): Andy Haines |

| 14 de agosto de 2018, 19:45 | (4) Macclesfield Town                           | 1-1 (4:2 p.)               | Bradford City (3)                  | Moss Rose, Macclesfield                                   |                                                           |
|                             | - Kelleher 60'                                  | Reporte                    | - 62' Colville                     | Asistencia: 1,422 espectadores Árbitro(s): Jeremy Simpson | Asistencia: 1,422 espectadores Árbitro(s): Jeremy Simpson |
|                             |                                                 | Tiros desde el punto penal |                                    |                                                           |                                                           |
|                             | - Whitaker - Smith - Fitzpatrick - Rose - Marsh |                            | - O´Connor - Akpan - Riley - Payne |                                                           |                                                           |

| 14 de agosto de 2018, 19:45 | (4) Mansfield Town                                                         | 6:1     | Accrington Stanley (3) | Field Mill, Mansfield                                            |                                                                  |
|                             | - Walker 9(pen.)' (13(pen.)), 45+2' - Khan 16' - Rose 66' - Hamilton 90+4' | Reporte | - 6' Finley            | Asistencia: 1,565 espectadores Árbitro(s): Sebastian Stockbridge | Asistencia: 1,565 espectadores Árbitro(s): Sebastian Stockbridge |

| 14 de agosto de 2018, 19:45 | (2) Middlesbrough                         | 3-3 (4:3 p.)               | Notts County (4)                                    | Riverside Stadium, Middlesbrough                             |                                                              |
|                             | - Fletcher 27' (74) - Mahmutovic 44'      | Reporte                    | - 20' Crawford - 34' (63) Stead                     | Asistencia: 9,942 espectadores Árbitro(s): Anthony Backhouse | Asistencia: 9,942 espectadores Árbitro(s): Anthony Backhouse |
|                             |                                           | Tiros desde el punto penal |                                                     |                                                              |                                                              |
|                             | - Leadbitter - McNair - Walker - Tavenier |                            | - Stead - Alessandra - Hawkridge - patching - Jones |                                                              |                                                              |

| 14 de agosto de 2018, 19:45 | (4) Oldham Athletic | 0:2     | Derby County (2)         | Boundary Park, Oldham                                  |                                                        |
|                             |                     | Reporte | - 36' Tomori - 70' Mount | Asistencia: 3,376 espectadores Árbitro(s): Darren Bond | Asistencia: 3,376 espectadores Árbitro(s): Darren Bond |

| 14 de agosto de 2018, 19:45 | (4) Port Vale | 0:4     | Lincoln City (4)                                            | Vale Park, Stoke-on-Trent                               |                                                         |
|                             |               | Reporte | - 5' Shackell - 48(pen.)' Green - 80' O'Connor - 82' Akinde | Asistencia: 2,440 espectadores Árbitro(s): Robert Lewis | Asistencia: 2,440 espectadores Árbitro(s): Robert Lewis |

| 14 de agosto de 2018, 19:45 | (2) Preston North End                | 3:1     | Morecambe (4)      | Deepdale, Preston                                    |                                                      |
|                             | - Barker 14' - Moult 33' - Burke 58' | Reporte | - 45+2' Mandeville | Asistencia: 6,077 espectadores Árbitro(s): Tom Nield | Asistencia: 6,077 espectadores Árbitro(s): Tom Nield |

| 14 de agosto de 2018, 19:45 | (2) Rotherham United           | 3:1     | Wigan Athletic (2) | New York Stadium, Rotherham                             |                                                         |
|                             | - Proctor 37' (64) - Ajayi 42' | Reporte | - 74' Vaughan      | Asistencia: 3,017 espectadores Árbitro(s): Peter Bankes | Asistencia: 3,017 espectadores Árbitro(s): Peter Bankes |

| 14 de agosto de 2018, 19:45 | (3) Scunthorpe United | 1:2     | Doncaster Rovers (3)     | Glanford Park, Scunthorpe                                   |                                                             |
|                             | - Humphrys 90+2'      | Reporte | - 36' Wilks - 56' Andrew | Asistencia: 3,272 espectadores Árbitro(s): Geoff Eltringham | Asistencia: 3,272 espectadores Árbitro(s): Geoff Eltringham |

| 14 de agosto de 2018, 19:45 | (2) Sheffield United                              | 1:1 (4:5 p.)               | Hull City (2)                                  | Bramall Lane, Sheffield                               |                                                       |
|                             | - Sharp 75'                                       | Reporte                    | - 18' Toral                                    | Asistencia: 6,327 espectadores Árbitro(s): Martin Coy | Asistencia: 6,327 espectadores Árbitro(s): Martin Coy |
|                             |                                                   | Tiros desde el punto penal |                                                |                                                       |                                                       |
|                             | - Norwood - Sharp - Woodburn - O´Connell - Basham |                            | - Toral - Keane - Grosicki - Fleming - Stewart |                                                       |                                                       |

| 14 de agosto de 2018, 19:45 | (3) Shrewsbury Town | 1:2     | Burton Albion (3)                 | New Meadow, Shrewsbury                                      |                                                             |
|                             | - [Shaun Whalley    | Reporte | - 45' Templeton - 64(pen.)' Akins | Asistencia: 2,708 espectadores Árbitro(s): Graham Salisbury | Asistencia: 2,708 espectadores Árbitro(s): Graham Salisbury |

| 14 de agosto de 2018, 19:45 | (4) Tranmere Rovers | 1:3     | Walsall (3)                               | Prenton Park, Birkenhead                                     |                                                              |
|                             | - Cole 80'          | Reporte | - 29' Ferrier - 64' Ginnelly - 68' Ismail | Asistencia: 3,817 espectadores Árbitro(s): Michael Salisbury | Asistencia: 3,817 espectadores Árbitro(s): Michael Salisbury |

| 14 de agosto de 2018, 19:45 | (2) Bristol City | 0:1     | Plymouth Argyle (3) | Ashton Gate, Bristol                                     |                                                          |
|                             |                  | Reporte | - 27' Songo´o       | Asistencia: 9,865 espectadores Árbitro(s): Kevin Johnson | Asistencia: 9,865 espectadores Árbitro(s): Kevin Johnson |

| 14 de agosto de 2018, 19:45 | (3) Bristol Rovers         | 2:1     | Crawley Town (4) | Memorial Stadium, Bristol                             |                                                       |
|                             | - Bennett 32' - Clarke 84' | Reporte | - 88' Connolly   | Asistencia: 2,336 espectadores Árbitro(s): Lee Swabey | Asistencia: 2,336 espectadores Árbitro(s): Lee Swabey |

| 14 de agosto de 2018, 19:45 | (4) Cambridge United | 1:4     | Newport County (4)                        | Abbey Stadium, Cambridge                                 |                                                          |
|                             | - Azeez 90(pen.)'    | Reporte | - 18' (22) Amond - 49' Matt - 86' Semenyo | Asistencia: 1,618 espectadores Árbitro(s): Andrew Davies | Asistencia: 1,618 espectadores Árbitro(s): Andrew Davies |

| 14 de agosto de 2018, 19:45 | (4) Cheltenham Town                                           | 2:2 (6:5 p.)               | Colchester United (4)                                           | Whaddon Road, Cheltenham                                   |                                                            |
|                             | - Broom 1' - Thomas 71(pen.)'                                 | Reporte                    | - 79' Szmodics - 80' Norris                                     | Asistencia: 1,179 espectadores Árbitro(s): Chris Sarginson | Asistencia: 1,179 espectadores Árbitro(s): Chris Sarginson |
|                             |                                                               | Tiros desde el punto penal |                                                                 |                                                            |                                                            |
|                             | - Thomas - Tozer - Smith - Broom - Kalala - Mullins - Forster |                            | - Norris - Pell - Szmodics - Nouble - Kent - Dickenson - Senior |                                                            |                                                            |

| 14 de agosto de 2018, 19:45 | (4) Exeter City                                  | 1:1 (4:2 p.)               | Ipswich Town (2)                         | St James Park (Exeter), Exeter                            |                                                           |
|                             | - Brown 64'                                      | Reporte                    | - 37' Jackson                            | Asistencia: 3,675 espectadores Árbitro(s): Brett Huxtable | Asistencia: 3,675 espectadores Árbitro(s): Brett Huxtable |
|                             |                                                  | Tiros desde el punto penal |                                          |                                                           |                                                           |
|                             | - Taylor - Sweeney - Abrahams - Collins - Martin |                            | - Bishop - Chambers - Jackson - Chalobah |                                                           |                                                           |

| 14 de agosto de 2018, 19:45 | (2) Millwall                                | 0:0 (3:1 p.)               | Gillingham (3)                      | The Den, Bermondsey, Londres                                  |                                                               |
|                             |                                             | Reporte                    |                                     | Asistencia: 4,401 espectadores Árbitro(s): Charles Brakespear | Asistencia: 4,401 espectadores Árbitro(s): Charles Brakespear |
|                             |                                             | Tiros desde el punto penal |                                     |                                                               |                                                               |
|                             | - J. Wallace - Elliott - Webster - Ferguson |                            | - Byrne - O´Neill - Parker - Hanlan |                                                               |                                                               |

| 14 de agosto de 2018, 19:45 | (4) Milton Keynes Dons                           | 3:0     | Charlton Athletic (3) | Stadium MK, Milton Keynes                             |                                                       |
|                             | - Asonganyi 7' - Watson 16' - Cummings 71(o.g.)' | Reporte |                       | Asistencia: 3,052 espectadores Árbitro(s): John Busby | Asistencia: 3,052 espectadores Árbitro(s): John Busby |

| 14 de agosto de 2018, 19:45 | (2) Norwich City                               | 3:1     | Stevenage (4) | Carrow Road, Norwich                                    |                                                         |
|                             | - Stiepermann 27' - Zimmermann 83' - Pukki 89' | Reporte | - 40' Ball    | Asistencia: 11,687 espectadores Árbitro(s): Craig Hicks | Asistencia: 11,687 espectadores Árbitro(s): Craig Hicks |

| 14 de agosto de 2018, 19:45 | (3) Oxford United        | 2:0     | Coventry City (3) | Kassam Stadium, Oxford                                     |                                                            |
|                             | - Browne 39' - Whyte 50' | Reporte |                   | Asistencia: 3,551 espectadores Árbitro(s): James Linington | Asistencia: 3,551 espectadores Árbitro(s): James Linington |

| 14 de agosto de 2018, 19:45 | (3) Portsmouth | 1:2     | AFC Wimbledon (3)               | Fratton Park, Portsmouth                               |                                                        |
|                             | - Burgess 49'  | Reporte | - 76' Pigott - 88(o.g.)' Walkes | Asistencia: 6,588 espectadores Árbitro(s): Ollie Yates | Asistencia: 6,588 espectadores Árbitro(s): Ollie Yates |

| 14 de agosto de 2018, 19:45 | (2) Queens Park Rangers   | 2:0     | Peterborough United (3) | Loftus Road, Shepherd´s Bush, Londres                 |                                                       |
|                             | - Freeman 3' - Wszolek 6' | Reporte |                         | Asistencia: 4,021 espectadores Árbitro(s): Gavin Ward | Asistencia: 4,021 espectadores Árbitro(s): Gavin Ward |

| 14 de agosto de 2018, 20:00 | (2) Reading             | 2:0     | Birmingham City (2) | Madejski Stadium, Reading      |                                |
|                             | - Méïté 11' - Swift 72' | Reporte |                     | Asistencia: 6,934 espectadores | Asistencia: 6,934 espectadores |

| 14 de agosto de 2018, 19:45 | (3) Southend United            | 2:4     | Brentford (2)                                           | Roots Hall, Southend-on-Sea    |                                |
|                             | - Robinson 62' - McCoulsky 72' | Reporte | - 42' Forss - 64' Jeanvier - 67' Benrahma - 85' Mokotjo | Asistencia: 3,055 espectadores | Asistencia: 3,055 espectadores |

| 14 de agosto de 2018, 19:45 | (4) Swindon Town | 0:1     | Forest Green Rovers (4) | The County Ground, Swindon     |                                |
|                             |                  | Reporte | - 60' Campbell          | Asistencia: 3,451 espectadores | Asistencia: 3,451 espectadores |

| 14 de agosto de 2018, 19:45 | (2) West Bromwich Albion | 1:0     | Luton Town (3) | The Hawthorns, West Bromwich    |                                 |
|                             | - Burke 62'              | Reporte |                | Asistencia: 10,404 espectadores | Asistencia: 10,404 espectadores |

| 14 de agosto de 2018, 19:45 | (3) Wycombe Wanderers                                                               | 1:1 (7:6 p.)               | Northampton Town (4)                                                       | Adams Park, High Wycombe       |                                |
|                             | - Williams 50'                                                                      | Reporte                    | - 82' Hoskins                                                              | Asistencia: 1,999 espectadores | Asistencia: 1,999 espectadores |
|                             |                                                                                     | Tiros desde el punto penal |                                                                            |                                |                                |
|                             | - Jacobson - Morris - McCarthy - Mackail-Smith - Kashket - Thompson - Gape - El-Abd |                            | - Bowditch - Hoskins - Waters - Foley - Taylor - Bridge - Facey - Turnbull |                                |                                |

| 14 de agosto de 2018, 19:45 | (4) Yeovil Town | 0:1     | Aston Villa (2) | Huish Park Stadium, Yeovil     |                                |
|                             |                 | Reporte | - 77' Hourihane | Asistencia: 6,123 espectadores | Asistencia: 6,123 espectadores |

| 16 de agosto de 2018, 19:45 | (3) Sunderland | 0:2     | Sheffield Wednesday (2)  | Staidum of Light]], Sunderland  |                                 |
|                             |                | Reporte | - 29' Matias - 79' Reach | Asistencia: 13,890 espectadores | Asistencia: 13,890 espectadores |

## Segunda Ronda
Un total de 50 clubes compiten en la segunda ronda, donde se unen 13 equipos de la Premier League (Equipos que no están en competencias europeas), ademos los dos restantes de la Championship. Los emparejamientos son separados geográficamente, en zona "Norte" y Sur". Los equipos compiten en su misma sección.
| 28 de agosto de 2018, 19:45 | (1) Leicester City                                    | 4:0     | Fleetwood Town (3) | King Power Stadium, Leicester                         |                                                       |
|                             | - Fuchs 8' - Iborra 39' - Iheanacho 46' - Ghezzal 71' | Reporte |                    | Asistencia: 10,671 espectadores Árbitro(s): Lee Mason | Asistencia: 10,671 espectadores Árbitro(s): Lee Mason |

| 28 de agosto de 2018, 19:45 | (2) Leeds United | 0:2     | Preston North End (2)            | Elland Road, Leeds                                          |                                                             |
|                             |                  | Reporte | - 2(pen.' Johnson - 45+1' Barker | Asistencia: 18,652 espectadores Árbitro(s): Tony Harrington | Asistencia: 18,652 espectadores Árbitro(s): Tony Harrington |

| 28 de agosto de 2018, 19:45 | (2) Sheffield Wednesday | 0:2     | Wolverhampton Wanderers (1)      | Hillsborough Stadium, Sheffield                          |                                                          |
|                             |                         | Reporte | - 53' Bonatini - 85(pen.)' Costa | Asistencia: 13,597 espectadores Árbitro(s): Robert Jones | Asistencia: 13,597 espectadores Árbitro(s): Robert Jones |

| 28 de agosto de 2018, 19:45 | (3) Doncaster Rovers | 1:2     | Blackpool (3)                    | Keepmoat Stadium, Doncaster                                  |                                                              |
|                             | - May 23'            | Reporte | - 38' Nottingham - 60' Pritchard | Asistencia: 3,188 espectadores Árbitro(s): Anthony Backhouse | Asistencia: 3,188 espectadores Árbitro(s): Anthony Backhouse |

| 28 de agosto de 2018, 19:45 | (3) Burton Albion | 1:0     | Aston Villa (2) | Pirelli Stadium, Burton upon Trent                     |                                                        |
|                             | - Boyce 52'       | Reporte |                 | Asistencia: 3,411 espectadores Árbitro(s): Darren Bond | Asistencia: 3,411 espectadores Árbitro(s): Darren Bond |

| 28 de agosto de 2018, 19:45 | (2) Hull City | 0:4     | Derby County (2)                                              | KCOM Stadium, Hull                                         |                                                            |
|                             |               | Reporte | - 24' Waghorn - 39' Jozefzoon - 73'(o.g.) Fleming - 89' Mount | Asistencia: 4,666 espectadores Árbitro(s): Oliver Langford | Asistencia: 4,666 espectadores Árbitro(s): Oliver Langford |

| 28 de agosto de 2018, 19:45 | (2) Middlesbrough          | 2:1     | Rochdale (3)  | Riverside Stadium, Middlesbrough                      |                                                       |
|                             | - Johnson 37' - Hugill 53' | Reporte | - 83' Delaney | Asistencia: 01,344 espectadores Árbitro(s): Ben Toner | Asistencia: 01,344 espectadores Árbitro(s): Ben Toner |

| 28 de agosto de 2018, 19:45 | (2) Blackburn Rovers                                 | 4:1     | Lincoln City (4) | Ewood Park, Blackburn                                      |                                                            |
|                             | - Nuttall 4' - Graham 49' - Downing 61' - Palmer 77' | Reporte | - 28' Luque      | Asistencia: 5,211 espectadores Árbitro(s): Geoff Eltrigham | Asistencia: 5,211 espectadores Árbitro(s): Geoff Eltrigham |

| 28 de agosto de 2018, 19:45 | (2) West Bromwich Albion | 2:1     | Mansfield Town (4) | The Hawthorns, West Bromwich                             |                                                          |
|                             | - Leko 26' - Edwards 75' | Reporte | - 69' Bishop       | Asistencia: 13,046 espectadores Árbitro(s): Steve Martin | Asistencia: 13,046 espectadores Árbitro(s): Steve Martin |

| 28 de agosto de 2018, 19:45 | (3) Walsall                          | 3:3 (1:3 p.)               | Macclesfield Town (4)                  | Bescot Stadium, Walsall     |                             |
|                             | - Morris 33' - Cook 63' - Gordon 64' | Reporte                    | - 10' Grimes - 25' Smith - 90+1' Marsh | Árbitro(s): Darren Drysdale | Árbitro(s): Darren Drysdale |
|                             |                                      | Tiros desde el punto penal |                                        |                             |                             |
|                             | - Cook - Leahy - Kouhyar - Morris    |                            | - Whitaker - Smith - Fitzpatrick       |                             |                             |

| 28 de agosto de 2018, 19:45 | (2) Stoke City                      | 2:0     | Huddersfield Town (1) | Bet365 Stadium, Stoke-on-Trent                           |                                                          |
|                             | - Berahino 53' - Bacuna 90+7'(o.g.) | Reporte |                       | Asistencia: 7,290 espectadores Árbitro(s): Peter Banjkes | Asistencia: 7,290 espectadores Árbitro(s): Peter Banjkes |

| 28 de agosto de 2018, 19:45 | (1) Brighton & Hove Albion | 0:1     | Southampton (1) | American Express Community Stadium, Brighton               |                                                            |
|                             |                            | Reporte | - 88' Austin    | Asistencia: 13,651 espectadores Árbitro(s): Andre Marriner | Asistencia: 13,651 espectadores Árbitro(s): Andre Marriner |

| 28 de agosto de 2018, 19:45 | (2) Queens Park Rangers                     | 3:1     | Bristol Rovers (3) | Loftus Road, Londres                                          |                                                               |
|                             | - Osayi-Samuel 4' - Wszolek 18' - Smith 64' | Reporte | - 87' Upson        | Asistencia: 5,007 espectadores Árbitro(s): Charles Breakspear | Asistencia: 5,007 espectadores Árbitro(s): Charles Breakspear |

| 28 de agosto de 2018, 19:45 | (3) AFC Wimbledon | 1:3     | West Ham United (1)                        | Cherry Red Records Stadium, Londres                     |                                                         |
|                             | - Pigott 2'       | Reporte | - 63' Diop - 83' Ogbonna - 90+2' Hernández | Asistencia: 3,962 espectadores Árbitro(s): Tim Robinson | Asistencia: 3,962 espectadores Árbitro(s): Tim Robinson |

| 28 de agosto de 2018, 19:45 | (1) Fulham       | 2:0     | Exeter City (4) | Craven Cottage, Londres                                 |                                                         |
|                             | - Kamara 4' (48) | Reporte |                 | Asistencia: 9,333 espectadores Árbitro(s): Kevin Friend | Asistencia: 9,333 espectadores Árbitro(s): Kevin Friend |

| 28 de agosto de 2018, 19:45 | (3) Wycombe Wanderers                                | 2:2 (4:3 p.)               | Forest Green Rovers (4)                    | Adams Park, High Wycombe                                  |                                                           |
|                             | - Kashket 55' - Stewart 74'                          | Reporte                    | - 57' Grubb - 86' Winchester               | Asistencia: 1,934 espectadores Árbitro(s): Antony Coggins | Asistencia: 1,934 espectadores Árbitro(s): Antony Coggins |
|                             |                                                      | Tiros desde el punto penal |                                            |                                                           |                                                           |
|                             | - Jacobson - Freeman - McCarthy - Stewart - Saunders |                            | - Doidge - Gunning - Grubb - Brown - Digby |                                                           |                                                           |

| 28 de agosto de 2018, 19:45 | (1) Cardiff City   | 1:3     | Norwich City (2)               | Cardiff City Stadium, Cardiff                            |                                                          |
|                             | - Ecuele Manga 77' | Reporte | - 26' (64) Srbeny - 69' Aarons | Asistencia: 6,953 espectadores Árbitro(s): Andrew Madley | Asistencia: 6,953 espectadores Árbitro(s): Andrew Madley |

| 28 de agosto de 2018, 19:45 | (2) Brentford                 | 1:0     | Cheltenham Town (4) | Griffin Park, Londres                                 |                                                       |
|                             | - Julian JeanvierJeanvier 40' | Reporte |                     | Asistencia: 4,384 espectadores Árbitro(s): Ross Joyce | Asistencia: 4,384 espectadores Árbitro(s): Ross Joyce |

| 28 de agosto de 2018, 19:45 | (2) Swansea City | 0:1     | Cristal Palace (1) | Liberty Stadium, Swansea                               |                                                        |
|                             |                  | Reporte | - 70' Sørloth      | Asistencia: 9,122 espectadores Árbitro(s): John Brooks | Asistencia: 9,122 espectadores Árbitro(s): John Brooks |

| 28 de agosto de 2018, 19:45 | (4) Newport County | 0:3     | Oxford United (3)                                 | Rodney Parade, Newport                                  |                                                         |
|                             |                    | Reporte | - 2' (o.g.) Demetriou - 4' Baptiste - 90+1' Whyte | Asistencia: 2,228 espectadores Árbitro(s): Scott Duncan | Asistencia: 2,228 espectadores Árbitro(s): Scott Duncan |

| 28 de agosto de 2018, 19:45 | (1) Bournemouth                        | 3:0     | Milton Keynes Dons (4) | Vitality Stadium, Bournemouth                              |                                                            |
|                             | - Mousset 15' - Fraser 37' - Ibe 90+1' | Reporte |                        | Asistencia: 9,747 espectadores Árbitro(s): James Linington | Asistencia: 9,747 espectadores Árbitro(s): James Linington |

| 29 de agosto de 2018, 20:00 | (2) Reading | 0:2     | Watford (1)               | Madejski Stadium, Reading                              |                                                        |
|                             |             | Reporte | - 37' Success - 62' Quina | Asistencia: 9,265 espectadores Árbitro(s): Andy Davies | Asistencia: 9,265 espectadores Árbitro(s): Andy Davies |

| 29 de agosto de 2018, 19:45 | (1) Everton                               | 3:1     | Rotherham United (2) | Goodison Park, Liverpool                                 |                                                          |
|                             | - Sigurðsson 28' - Calvert-Lewin 61' (87) | Reporte | - 86' Vaulks         | Asistencia: 31,972 espectadores Árbitro(s): Graham Scott | Asistencia: 31,972 espectadores Árbitro(s): Graham Scott |

| 29 de agosto de 2018, 19:45 | (2) Milwall                                       | 3:2     | Plymouth Argyle (3)     | The Den, Londres                                          |                                                           |
|                             | - Williams 64' (pen.) - Gregory 83' - O'Brien 89' | Reporte | - 41' Ness - 67' Ladapo | Asistencia: 3,645 espectadores Árbitro(s): Darren England | Asistencia: 3,645 espectadores Árbitro(s): Darren England |

| 29 de agosto de 2018, 19:45 | (2) Nottingham Forest                 | 3:1     | Newcastle United (1) | City Ground, Nottingham                                    |                                                            |
|                             | - Murphy 2' - Cash 90+4' - Dias 90+7' | Reporte | - 90+2' Rondón       | Asistencia: 13,942 espectadores Árbitro(s): Jeremy SImpson | Asistencia: 13,942 espectadores Árbitro(s): Jeremy SImpson |

## Tercera ronda
El emparejamiento fue el 30 de agosto de 2018. Los siete equipos restantes de la Premier League que están en competencias europeas se unen en esta ronda, junto con los 25 ganadores de la ronda previa.
| 25 de septiembre de 2018, 20:00 | (2) West Bromwich Albion | 0:3     | Crystal Palace (1)                   | The Hawthorns, West Bromwich                             |                                                          |
|                                 |                          | Reporte | - 6' (81) Townsend - 76' Van Aanholt | Asistencia: 10,818 espectadores Árbitro(s): Peter Bankes | Asistencia: 10,818 espectadores Árbitro(s): Peter Bankes |

| 25 de septiembre de 2018, 19:45 | (3) Burton Albion       | 2:1     | Burnley (1) | Pirelli Stadium, Burton-upon-Trent                      |                                                         |
|                                 | - Boyce 62' - Allen 83' | Reporte | - 40' Long  | Asistencia: 2,449 espectadores Árbitro(s): Robert Jones | Asistencia: 2,449 espectadores Árbitro(s): Robert Jones |

| 25 de septiembre de 2018, 19:45 | (3) Wycombe Wanderers                                 | 3:4     | Norwich City (2)                     | Adams Park, High Wycombe                                  |                                                           |
|                                 | - Cowan-Hall 17' - Saunders 61' (pen.) - McCarthy 75' | Reporte | - 12' (14), 51' Rhodes - 41' Trybull | Asistencia: 3,947 espectadores Árbitro(s): Jeremy Simpson | Asistencia: 3,947 espectadores Árbitro(s): Jeremy Simpson |

| 25 de septiembre de 2018, 19:45 | (3) Oxford United | 0:3     | Manchester City (1)                            | Kassam Stadium, Oxford                                 |                                                        |
|                                 |                   | Reporte | - 36' Gabriel Jesus - 78' Mahrez - 90+3' Foden | Asistencia: 11,956 espectadores Árbitro(s): Roger East | Asistencia: 11,956 espectadores Árbitro(s): Roger East |

| 25 de septiembre de 2018, 19:45 | (2) Milwall  | 1:3     | Fulham (1)                                  | The Den, Londres                                       |                                                        |
|                                 | - Elliot 61' | Reporte | - 7' Bryan - 52' De la Torre - 68' Christie | Asistencia: 5,839 espectadores Árbitro(s): Darren Bond | Asistencia: 5,839 espectadores Árbitro(s): Darren Bond |

| 25 de septiembre de 2018, 19:45 | (1) Bournemouth                                 | 3:2     | Blackburn Rovers (2)                | Dean Court, Bournemouth                                 |                                                         |
|                                 | - Stanislas 14' - Ibe 58' (pen.) - Wilson 90+5' | Reporte | - 63' Conway - 72' (pen.) Armstrong | Asistencia: 9,715 espectadores Árbitro(s): Simon Hooper | Asistencia: 9,715 espectadores Árbitro(s): Simon Hooper |

| 25 de septiembre de 2018, 19:45 | (2) Preston North End                         | 2:2 (3:4 p.)               | Middlesbrough (2)                           | Deepdale, Preston                                          |                                                            |
|                                 | - Robinson 27' - Barkhuizen 66'               | Reporte                    | - 34' Fletcher - 69' Tavernier              | Asistencia: 5,095 espectadores Árbitro(s): Oliver Langford | Asistencia: 5,095 espectadores Árbitro(s): Oliver Langford |
|                                 |                                               | Tiros desde el punto penal |                                             |                                                            |                                                            |
|                                 | - Ledson - Robinson - Moult - Pearson - Burke |                            | - Leadbitter - Gestede - McNair - Tavernier |                                                            |                                                            |

| 25 de septiembre de 2018, 19:45 | (1) Wolverhampton Wanderers           | 0:0 (1:3 p.)               | Leicester City (1)                                 | Molineux, Wolverhampton                                  |                                                          |
|                                 |                                       | Reporte                    |                                                    | Asistencia: 21,562 espectadores Árbitro(s): Paul Tierney | Asistencia: 21,562 espectadores Árbitro(s): Paul Tierney |
|                                 |                                       | Tiros desde el punto penal |                                                    |                                                          |                                                          |
|                                 | - Saïss - Jota - Ashley-Seal - Traoré |                            | - Fuchs - Ghezzal - Choudhury - Iborra - Iheanacho |                                                          |                                                          |

| 25 de septiembre de 2018, 19:45 | (3) Blackpool                      | 2:0     | Queens Park Rangers (2) | Bloomfield Road, Blackpool                              |                                                         |
|                                 | - Gnanduillet 28' - Spearing 90+1' | Reporte |                         | Asistencia: 1,910 espectadores Árbitro(s): Tim Robinson | Asistencia: 1,910 espectadores Árbitro(s): Tim Robinson |

| 25 de septiembre de 2018, 20:00 | (1) Manchester United                                                | 2:2 (7:8 p.)               | Derby County (2)                                                             | Old Trafford, Mánchester                                   |                                                            |
|                                 | - Mata 3' - Fellaini 90+5'                                           | Reporte                    | - 59' Wilson - 85' Marriott                                                  | Asistencia: 55,227 espectadores Árbitro(s): Stuart Attwell | Asistencia: 55,227 espectadores Árbitro(s): Stuart Attwell |
|                                 |                                                                      | Tiros desde el punto penal |                                                                              |                                                            |                                                            |
|                                 | - Lukaku - Young - Fellaini - Fred - Martial - Dalot - Matić - Jones |                            | - Mount - Jozefzoon - Wilson - Marriott - Johnson - Bryson - Forsyth - Keogh |                                                            |                                                            |

| 26 de septiembre de 2018, 19:45 | (2) Nottingham Forest                  | 3:2     | Stoke City (2)             | City Ground, Nottingham                                    |                                                            |
|                                 | - Osborn 19' - Murphy 40' - Lolley 50' | Reporte | - 60' Afobe - 83' Berahino | Asistencia: 12,915 espectadores Árbitro(s): Darren England | Asistencia: 12,915 espectadores Árbitro(s): Darren England |

| 26 de septiembre de 2018, 19:45 | (1) Arsenal                         | 3:1     | Brentford (2) | Emirates Stadium, Londres                             |                                                       |
|                                 | - Welbeck 5' (37) - Lacazette 90+3' | Reporte | - 58' Judge   | Asistencia: 49,586 espectadores Árbitro(s): Mike Dean | Asistencia: 49,586 espectadores Árbitro(s): Mike Dean |

| 26 de septiembre de 2018, 19:45 | (1) Liverpool   | 1:2     | Chelsea (1)                | Anfield, Liverpool                                       |                                                          |
|                                 | - Sturridge 58' | Reporte | - 79' Emerson - 85' Hazard | Asistencia: 45,503 espectadores Árbitro(s): Kevin Friend | Asistencia: 45,503 espectadores Árbitro(s): Kevin Friend |

| 26 de septiembre de 2018, 19:45 | (1) Tottenham Hotspur            | 2:2 (4:2 p.)               | Walford (1)                         | Stadium MK 1, Milton Keynes                           |                                                       |
|                                 | - Alli 82' - Lamela 86'          | Reporte                    | - 46' Success - 89' Capoue          | Asistencia: 23,650 espectadores Árbitro(s): Lee Mason | Asistencia: 23,650 espectadores Árbitro(s): Lee Mason |
|                                 |                                  | Tiros desde el punto penal |                                     |                                                       |                                                       |
|                                 | - Son - Lamela - Llorente - Alli |                            | - Success - Capoue - Hughes - Quina |                                                       |                                                       |

| 26 de septiembre de 2018, 19:45 | (1) West Ham United                                                                               | 8:0     | Macclesfield Town (4) | Estadio Olímpico de Londres, Londres                     |                                                          |
|                                 | - Antonio 29' - Snodgrass 32' (60) - Perez 39' - Fredericks 51' - Ogbonna 54' - Diangana 67' (82) | Reporte |                       | Asistencia: 24,833 espectadores Árbitro(s): Craig Pawson | Asistencia: 24,833 espectadores Árbitro(s): Craig Pawson |

| 2 de octubre de 2018, 19:45 | (1) Everton                                      | 1:1 (3:4 p.)               | Southampton (1)                              | Goodison Park, Liverpool                                   |                                                            |
|                             | - Walcott 85'                                    | Reporte                    | - 44' Ings                                   | Asistencia: 30,545 espectadores Árbitro(s): Chris Kavanagh | Asistencia: 30,545 espectadores Árbitro(s): Chris Kavanagh |
|                             |                                                  | Tiros desde el punto penal |                                              |                                                            |                                                            |
|                             | - Baines - Tosun - Richarlison - Zouma - Walcott |                            | - Ings - Davis - Højbjerg - Targett - Cédric |                                                            |                                                            |

1 Este juego se jugó en Stadium MK en Milton Keynes, debido a que Wembley no estaba disponible para Tottenham Hotspur.

## Cuarta ronda
El sorteo por la cuarta ronda se realizó el sábado 29 de septiembre a las 9:00 BST( horario de verano británico).
| 30 de octubre de 2018, 19:45 | (1) Bournemouth            | 2:1     | Norwich City (2) | Dean Court, Bournemouth                               |                                                       |
|                              | - Stanislas 39' - Cook 72' | Reporte | - 70' Hernández  | Asistencia: 10,331 espectadores Árbitro(s): Lee Mason | Asistencia: 10,331 espectadores Árbitro(s): Lee Mason |

| 30 de octubre de 2018, 19:45 | (3) Burton Albion                             | 3:2     | Nottingham Forest (2)        | Pirelli Stadium, Burton-upon-Trent                     |                                                        |
|                              | - Janko 52' (o.g.) - Fraser 64' - Hesketh 82' | Reporte | - 70' Grabban - 90+1' Appiah | Asistencia: 4,284 espectadores Árbitro(s): John Brooks | Asistencia: 4,284 espectadores Árbitro(s): John Brooks |

| 31 de octubre de 2018, 19:45 | (1) Arsenal                         | 2:1     | Blackpool (3)  | Emirates Stadium, Londres                               |                                                         |
|                              | - Lichtsteiner 33' - Smith Rowe 50' | Reporte | - 66' O'Connor | Asistencia: 48,168 espectadores Árbitro(s): David Coote | Asistencia: 48,168 espectadores Árbitro(s): David Coote |

| 31 de octubre de 2018, 19:45 | (1) Chelsea                                          | 3:2     | Derby County (2)            | Stamford Bridge, Fulham                                   |                                                           |
|                              | - Tomori 5' (o.g.) - Keogh 21' (o.g.) - Fábregas 41' | Reporte | - 9' Marriott - 27' Waghorn | Asistencia: 39,564 espectadores Árbitro(s): Jonathan Moss | Asistencia: 39,564 espectadores Árbitro(s): Jonathan Moss |

| 31 de octubre de 2018, 19:45 | (1) West Ham United | 1:3     | Tottenham Hotspur (1)         | Estadio Olímpico de Londres, Stratford, Londres            |                                                            |
|                              | - Pérez 71'         | Reporte | - 16' (54) Son - 75' Llorente | Asistencia: 50,270 espectadores Árbitro(s): Stuart Attwell | Asistencia: 50,270 espectadores Árbitro(s): Stuart Attwell |

| 31 de octubre de 2018, 20:00 | (2) Middlesbrough | 1:0     | Crystal Palace (1) | Riverside Stadium, Middlesbrough                         |                                                          |
|                              | - Wing 45+3'      | Reporte |                    | Asistencia: 11,850 espectadores Árbitro(s): Paul Tierney | Asistencia: 11,850 espectadores Árbitro(s): Paul Tierney |

| 1 de noviembre de 2018, 19:45 | (1) Manchester City | 2:0     | Fulham (1) | Etihad Stadium, Mánchester  |                             |
|                               | - Díaz 18' (65)     | Reporte |            | Árbitro(s): Martin Atkinson | Árbitro(s): Martin Atkinson |

| 27 de octubre de 2018, 19:45 | (1) Leicester City                                    | 0:0 (6:5 p.)               | Southampton (1)                                                  | King Power Stadium, Leicester |  |
|                              |                                                       | Reporte                    |                                                                  |                               |  |
|                              |                                                       | Tiros desde el punto penal |                                                                  |                               |  |
|                              | - Fuchs - Albrighton - Söyüncü - Gray - Vardy - Mendy |                            | - Davis - Højbjerg - Redmond - Vestergaard - Soares - Gabbiadini |                               |  |

## Cuartos de final
El sorteo de los cuartos de final se llevó a cabo el 31 de octubre a las 10pm BST(Horario de verano británico).
| 19 de diciembre de 2018 | (1) Arsenal | 0:2 | Tottenham Hotspur (1)     | Emirates Stadium, Holloway, Londres |                                 |
|                         |             |     | - 20' Son - 59' Dele Alli | Asistencia: 59 016 espectadores     | Asistencia: 59 016 espectadores |

| 18 de diciembre de 2018 | (1) Leicester City                   | 1:1 (1:3 p.)               | Manchester City (1)                     | King Power Stadium, Leicester                         |                                                       |
|                         | Albrighton 73'                       |                            | De Bruyne 14'                           | Asistencia: 24 644 espectadores Árbitro(s): Mike Dean | Asistencia: 24 644 espectadores Árbitro(s): Mike Dean |
|                         |                                      | Tiros desde el punto penal |                                         |                                                       |                                                       |
|                         | Maguire · Fuchs · Maddison · Söyüncü |                            | Gündoğan · Sterling · Jesus · Zinchenko |                                                       |                                                       |

| 18 de diciembre de 2018 | (2) Middlesbrough | 0:1 | Burton Albion (3) | Riverside Stadium, Middlesbrough |                                 |
|                         |                   |     | Hesketh 48'       | Asistencia: 17 342 espectadores  | Asistencia: 17 342 espectadores |

| 19 de diciembre de 2018 | (1) Chelsea | 1:0 | Bournemouth (1) | Stamford Bridge, Fulham         |                                 |
|                         | Hazard 84'  |     |                 | Asistencia: 40 432 espectadores | Asistencia: 40 432 espectadores |

## Semifinales
En ésta ronda participan los 4 equipos que ganaron la ronda anterior, en la cual se realizara en partidos de ida y vuelta para definir los finalistas del torneo. Estos encuentros se llevaran a cabo entre el 8 y 24 de enero de 2019.

### Ida
| 8 de enero de 2019, 20:00 | Tottenham Hotspur (1) | 1:0 (1:0) | Chelsea (1) | Wembley Stadium, Londres                                   |                                                            |
|                           | Kane 26' (pen.)       | Reporte   |             | Asistencia: 44 371 espectadores Árbitro(s): Michael Oliver | Asistencia: 44 371 espectadores Árbitro(s): Michael Oliver |

| 9 de enero de 2019, 19:45 | Manchester City (1)                                                                        | 9:0 (4:0) | Burton Albion (3) | Etihad Stadium, Mánchester                            |                                                       |
|                           | De Bruyne 5' · Jesus 30' 34' 57' 65' · Zinchenko 37' · Foden 62' · Walker 70' · Mahrez 83' | Reporte   |                   | Asistencia: 32 089 espectadores Árbitro(s): Mike Dean | Asistencia: 32 089 espectadores Árbitro(s): Mike Dean |

### Vuelta
| 23 de enero de 2019, 19:45 | Burton Albion (3) | 0:1 (0:1) | Manchester City (1) | Pirelli Stadium, Burton upon Trent                     |                                                        |
|                            |                   | Reporte   | Agüero 26'          | Asistencia: 6519 espectadores Árbitro(s): Kevin Friend | Asistencia: 6519 espectadores Árbitro(s): Kevin Friend |

| 24 de enero de 2019, 20:00 | Chelsea (1)                                   | 2:1 (2:0) (4:2 p.)         | Tottenham Hotspur (1)           | Stamford Bridge, Londres                                    |                                                             |
|                            | Kanté 27' · Hazard 38'                        | Reporte                    | Llorente 50'                    | Asistencia: 38 610 espectadores Árbitro(s): Martin Atkinson | Asistencia: 38 610 espectadores Árbitro(s): Martin Atkinson |
|                            |                                               | Tiros desde el punto penal |                                 |                                                             |                                                             |
|                            | Willian · Azpilicueta · Jorginho · David Luiz |                            | Eriksen · Lamela · Dier · Moura |                                                             |                                                             |

## Final
La final se disputó el domingo 24 de febrero de 2019 en Wembley.
| 24 de febrero de 2019, 16:30 | Chelsea (1)                                            | 0:0 (t. s.)(3:4 p.)        | Manchester City (1)                                  | Wembley Stadium, Londres                                  |                                                           |
|                              |                                                        | Reporte                    |                                                      | Asistencia: 81 775 espectadores Árbitro(s): Jonathan Moss | Asistencia: 81 775 espectadores Árbitro(s): Jonathan Moss |
|                              |                                                        | Tiros desde el punto penal |                                                      |                                                           |                                                           |
|                              | Jorginho · Azpilicueta · Emerson · David Luiz · Hazard |                            | Gündoğan · Agüero · Sané · Bernardo Silva · Sterling |                                                           |                                                           |

### Ficha
| 1          | POR        | Kepa Arrizabalaga   |     |
| 28         | DEF        | César Azpilicueta   |     |
| 2          | DEF        | Antonio Rüdiger 72' |     |
| 30         | DEF        | David Luiz 30'      |     |
| 33         | DEF        | Emerson             |     |
| 7          | MED        | N'Golo Kanté        |     |
| 5          | MED        | Jorginho 88'        |     |
| 8          | MED        | Ross Barkley        | 89' |
| 11         | DEL        | Pedro Rodríguez     | 79' |
| 10         | DEL        | Eden Hazard         |     |
| 22         | DEL        | Willian             | 95' |
| Entrenador | Entrenador | Maurizio Sarri      |     |

| 31         | POR        | Ederson                |     |
| 35         | DEF        | Oleksandr Zinchenko    |     |
| 14         | DEF        | Aymeric Laporte        | 46' |
| 30         | DEF        | Nicolás Otamendi 90+1' |     |
| 2          | DEF        | Kyle Walker            |     |
| 21         | MED        | David Silva            | 79' |
| 25         | MED        | Fernandinho 58'        | 91' |
| 17         | MED        | Kevin De Bruyne        | 86' |
| 7          | DEL        | Raheem Sterling        |     |
| 10         | DEL        | Sergio Agüero          |     |
| 20         | DEL        | Bernardo Silva         |     |
| Entrenador | Entrenador | Josep Guardiola        |     |

| 20 | DEL | Callum Hudson-Odoi | 79' |
| 12 | MED | Ruben Loftus-Cheek | 89' |
| 9  | DEL | Gonzalo Higuaín    | 95' |

| 4  | DEF | Vincent Kompany | 46' |
| 8  | MED | İlkay Gündoğan  | 79' |
| 19 | DEL | Leroy Sané      | 86' |
| 3  | DEF | Danilo          | 91' |

| Árbitro             | Jonathan Moss |
| Árbitros asistentes | Andy Halliday |
| Árbitros asistentes | Marc Perry    |
| Cuarto árbitro      | Paul Tierney  |

| 1          | POR        | Kepa Arrizabalaga   |     |
| 28         | DEF        | César Azpilicueta   |     |
| 2          | DEF        | Antonio Rüdiger 72' |     |
| 30         | DEF        | David Luiz 30'      |     |
| 33         | DEF        | Emerson             |     |
| 7          | MED        | N'Golo Kanté        |     |
| 5          | MED        | Jorginho 88'        |     |
| 8          | MED        | Ross Barkley        | 89' |
| 11         | DEL        | Pedro Rodríguez     | 79' |
| 10         | DEL        | Eden Hazard         |     |
| 22         | DEL        | Willian             | 95' |
| Entrenador | Entrenador | Maurizio Sarri      |     |

| 31         | POR        | Ederson                |     |
| 35         | DEF        | Oleksandr Zinchenko    |     |
| 14         | DEF        | Aymeric Laporte        | 46' |
| 30         | DEF        | Nicolás Otamendi 90+1' |     |
| 2          | DEF        | Kyle Walker            |     |
| 21         | MED        | David Silva            | 79' |
| 25         | MED        | Fernandinho 58'        | 91' |
| 17         | MED        | Kevin De Bruyne        | 86' |
| 7          | DEL        | Raheem Sterling        |     |
| 10         | DEL        | Sergio Agüero          |     |
| 20         | DEL        | Bernardo Silva         |     |
| Entrenador | Entrenador | Josep Guardiola        |     |

| 20 | DEL | Callum Hudson-Odoi | 79' |
| 12 | MED | Ruben Loftus-Cheek | 89' |
| 9  | DEL | Gonzalo Higuaín    | 95' |

| 4  | DEF | Vincent Kompany | 46' |
| 8  | MED | İlkay Gündoğan  | 79' |
| 19 | DEL | Leroy Sané      | 86' |
| 3  | DEF | Danilo          | 91' |

| Árbitro             | Jonathan Moss |
| Árbitros asistentes | Andy Halliday |
| Árbitros asistentes | Marc Perry    |
| Cuarto árbitro      | Paul Tierney  |

|                                   |
| Bandera de Inglaterra             |
| Campeón Manchester City 6° título |